# Таддеи, Джузеппе
Джузеппе Таддеи (26 июня 1916, Генуя, Италия — 2 июня 2010, Рим, Италия) — итальянский оперный певец (баритон).

## Биография
Джузеппе Таддеи родился в Генуе 26 июня 1916 года. Музыкальное образование получил в Риме. В 19 лет выиграл вокальный конкурс, который был организован при поддержке администрации Римской Оперы . В 1936 году дебютировал в опере Рихарда Вагнера «Лоэнгрин» в роли королевского герольда. Вплоть до 1942 года он активно выступал на сцене Римской оперы. В 1942—1945 годах находился на армейской службе, принимал  участие в движении итальянского Сопротивления. С 1946—1948 годах работал в Венской Опере. Аудитория приняла его после первого же выступления в «Риголетто» Джузеппе Верди. С тех пор он был любимцем венской публики.
Очередной успех пришёл к исполнителю на Зальцбургском фестивале (1948), где он исполнил заглавную партию в «Свадьбе Фигаро» Моцарта. В 1948—1951 годах и в 1955—1961 годах Таддеи выступал на сцене  Ла Скала, а также — театра Сан Карло в Неаполе. В его репертуаре особенно выделялись партии в произведениях Моцарта и Верди. Визитной карточкой певца считается партия Фальстафа в одноименной опере Верди.
В 1980-х годах возвращается на венскую оперную сцену, выступая в «Фигаро» Моцарта и исполняя партии Яго («Отелло» Джузеппе Верди) и Скарпия («Тоска» Джакомо Пуччини).